# Форт-Маєрс-Біч (Флорида)
Форт-Маєрс-Біч (англ. Fort Myers Beach) — місто (англ. town) в США, в окрузі Лі штату Флорида. Населення — 5582 особи (2020).

## Географія
Форт-Маєрс-Біч розташований за координатами 26°25′57″ пн. ш. 81°55′0″ зх. д. / 26.43250° пн. ш. 81.91667° зх. д. (26.432536, -81.916746).  За даними Бюро перепису населення США в 2010 році місто мало площу 16,02 км², з яких 7,19 км² — суходіл та 8,84 км² — водойми.

## Демографія
Згідно з переписом 2010 року, у місті мешкало 6277 осіб у 3444 домогосподарствах у складі 1951 родини. Густота населення становила 392 особи/км².  Було 9420 помешкань (588/км²).
Расовий склад населення:
| - 97,7 % — білих - 0,6 % — азіатів - 0,3 % — чорних або афроамериканців - 0,2 % — корінних американців |

До двох чи більше рас належало 0,7 %. Частка іспаномовних становила 2,8 % від усіх жителів.
За віковим діапазоном населення розподілялося таким чином: 5,4 % — особи молодші 18 років, 49,2 % — особи у віці 18—64 років, 45,4 % — особи у віці 65 років та старші. Медіана віку мешканця становила 63,2 року. На 100 осіб жіночої статі у місті припадало 97,9 чоловіків;  на 100 жінок у віці від 18 років та старших — 96,9 чоловіків також старших 18 років.
Середній дохід на одне домашнє господарство  становив 94 063 долари США (медіана — 55 833), а середній дохід на одну сім'ю — 129 621 долар (медіана — 73 851). Медіана доходів становила 44 615 доларів для чоловіків та 47 453 долари для жінок. За межею бідності перебувало 10,5 % осіб, у тому числі 31,3 % дітей у віці до 18 років та 5,6 % осіб у віці 65 років та старших.
Цивільне працевлаштоване населення становило 2085 осіб. Основні галузі зайнятості: освіта, охорона здоров'я та соціальна допомога — 25,5 %, роздрібна торгівля — 12,9 %, мистецтво, розваги та відпочинок — 11,3 %, фінанси, страхування та нерухомість — 11,0 %.